# Браубах
Браубах (нем. Braubach) — город в Германии, в земле Рейнланд-Пфальц.
Входит в состав района Рейн-Лан. Подчиняется управлению Браубах. Население составляет 3047 человек (на 31 декабря 2010 года). Занимает площадь 20,26 км². Официальный код — 07 1 41 501.
Местная достопримечательность — замок Марксбург.

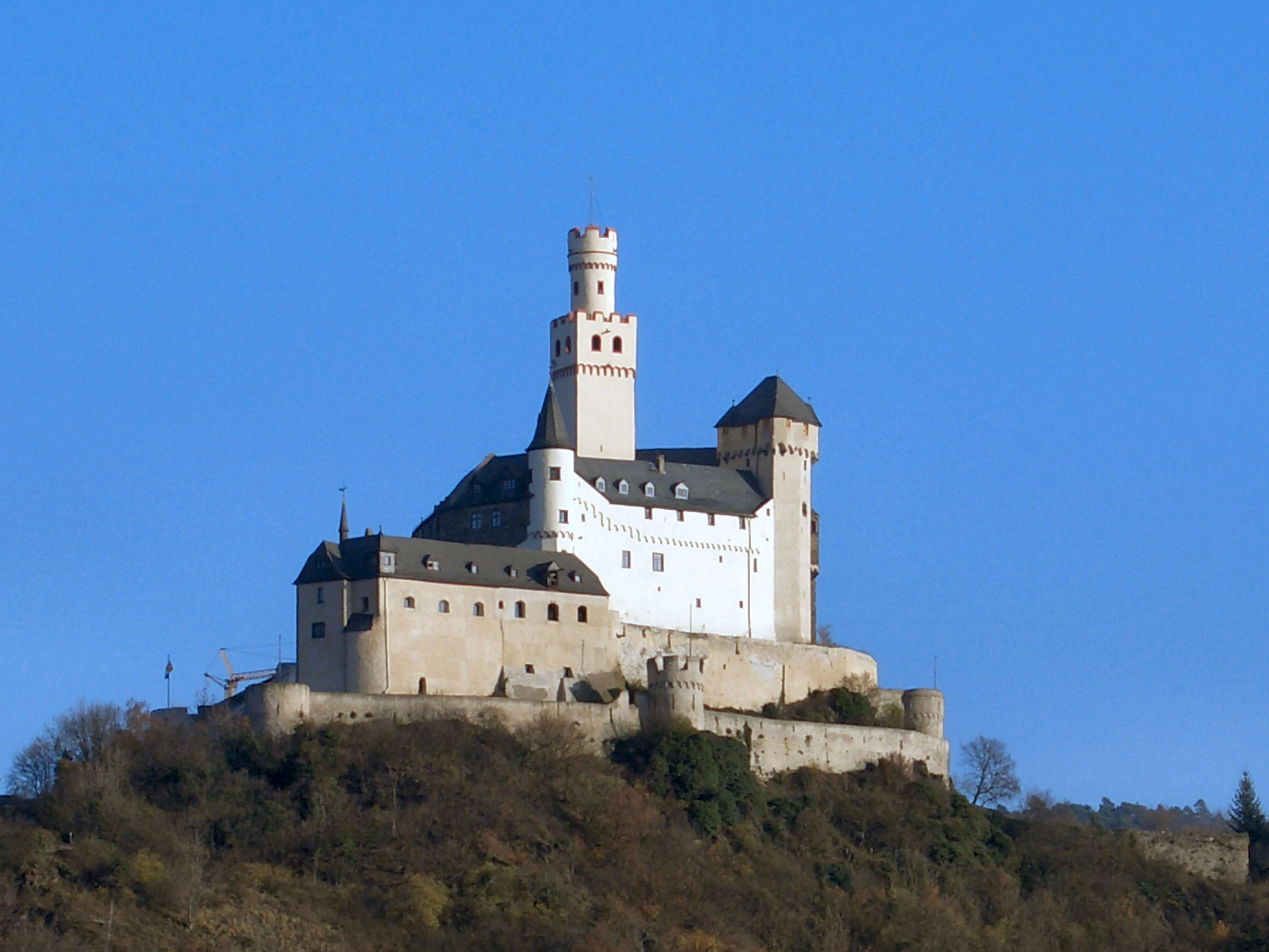
Браубах и замок Марксбург на вершине холма

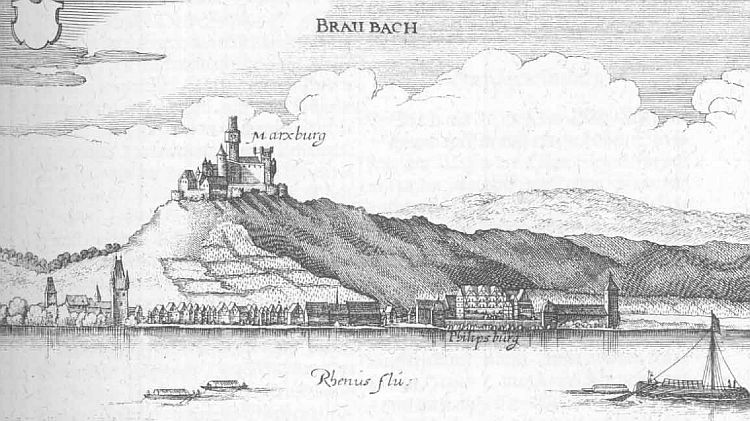
Марксбург